# Article 27 de la Constitution de la Cinquième République française
Article 26 Article 28
L'article 27 de la Constitution française du 4 octobre 1958 interdit le mandat impératif pour les membres du Parlement et encadre les conditions de délégation de vote.

## Texte
«  Tout mandat impératif est nul.

Le droit de vote des membres du Parlement est personnel.

La loi organique peut autoriser exceptionnellement la délégation de vote. Dans ce cas, nul ne peut recevoir délégation de plus d'un mandat. »
— Article 27 de la Constitution
La loi organique prévue par la troisième phrase est l'ordonnance no 58-1066 du 7 novembre 1958 portant loi organique autorisant exceptionnellement les parlementaires à déléguer leur droit de vote.

## Application
Le règlement du Sénat prévoit qu'un sénateur peut porter plusieurs délégations, ce fut le cas également à l'Assemblée nationale jusqu'en 1993, et durant la Pandémie de Covid-19. 
Le Conseil constitutionnel, quant à lui, a estimé qu'à moins que des députés aient émis un vote contraire à leur opinion et que, sans ces votes, la majorité requise n'aurait pas été atteinte, la loi votée en violation de l'article 27, alinéa 2 de la Constitution n'y était pas contraire,.